# Glycylcycline

Tigecyclin ein in den USA zugelassener Arzneistoff

Glycylcycline stellen eine Antibiotikaklasse dar, die sich von Tetracyclinen ableitet. Glycylcycline wurden entwickelt, um typische Mechanismen der Antibiotikaresistenz gegenüber Tetracyclinen zu überwinden. Dies betrifft einerseits bakterielle Effluxpumpen, aber auch ribosomale Ansatzpunkte. Gegenwärtig ist Tigecyclin der einzige zugelassene Vertreter dieser Wirkstoffgruppe.

## Geschichte
In den 1980er- und 1990er-Jahren mehrten sich Hinweise auf Tetracyclin-Resistenzen in verschiedenen Bakterienstämmen. In den frühen 90er Jahren wurde daraufhin die Modifikation der Glycylcycline entwickelt, indem Tetracyclinen eine N,N-Dimethylglycylamido-Seitenkette angefügt wurde. Effluxpumpen und ribosomale Schutzmechanismen der Bakterien wurden hierdurch umgangen. Tigecyclin ist die erste klinisch zugelassene Substanz.

## Wirkmechanismus
Glycylcyclin-Antibiotika wirken ähnlich wie Tetracycline durch Blockade der Proteinbiosynthese. Der bakteriostatische Effekt resultiert aus der Bindung an die 30S-Untereinheit der bakteriellen Ribosomen, die amino-acyl-tRNA an der Ribosomenbindung hindert. Glycylglycine zeigen hierbei ein noch stärkeres Bindungspotential als Tetracycline.

## Resistenzmechanismen
Glycylcycline werden nicht durch erworbene Effluxpumpen eliminiert, chromosomale Effluxpumpen wie in Pseudomonas und Proteus sind aber resistenzstiftend. Ribosomale Resistenzen gegenüber Tetracyclinen werden durch Glycylcycline überwunden.

## Nebenwirkungen und Kontraindikationen
Glycylcycline ähneln auch im Nebenwirkungsspektrum ihren Vorläuferwirkstoffen, den Tetracyclinen: Übelkeit und Erbrechen, Kopfschmerzen, Lichtempfindlichkeit, Zahnverfärbungen, fötale Fehlbildungen.
Die Anwendung bei Schwangeren ist zu vermeiden. Aufgrund des Potentials zu dauerhaften Zahnverfärbungen sollte auch in Phasen der Zahnentwicklung bei Kindern die Anwendung unterbleiben. Überempfindlichkeitsreaktionen sind möglich, auch als Kreuzreaktivität mit Tetracyclinen.